# Tarsier Studios
Tarsier Studios — шведская компания по разработке компьютерных игр, базирующаяся в Мальмё.

## История
Компания основана в 2004 году под названием Team Tarsier, но позже сменила название на Tarsier Studios. В 2010 году студия подписала договор с Sony Interactive Entertainment на выпуск нового, не анонсированного проекта. 19 мая 2014 года Tarsier Studios объявила, что работает над новой игрой под названием Hunger для PlayStation 4, которая позже была переименована в Little Nightmares. Игра была выпущена на платформах Windows, PlayStation 4, Xbox One и Nintendo Switch и издана компанией Bandai Namco Entertainment.
20 декабря 2019 года было объявлено о приобретении Tarsier Studios компанией Embracer Group.

## Игры
| Год  | Игра                               | Платформа                                                                         |
| ---- | ---------------------------------- | --------------------------------------------------------------------------------- |
| 2008 | LittleBigPlanet (DLC)              | PlayStation 3                                                                     |
| 2009 | Rag Doll Kung Fu: Fists of Plastic | PlayStation 3                                                                     |
| 2011 | LittleBigPlanet 2 (DLC)            | PlayStation 3                                                                     |
| 2012 | LittleBigPlanet PS Vita            | PlayStation Vita                                                                  |
| 2014 | LittleBigPlanet 3                  | PlayStation 3, PlayStation 4                                                      |
| 2015 | Tearaway Unfolded                  | PlayStation 4                                                                     |
| 2017 | Little Nightmares                  | Windows, Nintendo Switch, PlayStation 4, Xbox One                                 |
| 2017 | Statik                             | PlayStation VR                                                                    |
| 2019 | The Stretchers                     | Nintendo Switch                                                                   |
| 2021 | Little Nightmares 2                | Windows, PlayStation 4, Nintendo Switch, Xbox One, PlayStation 5, Xbox Series X/S |
| 2026 | Reanimal                           | Windows, Nintendo Switch 2, PlayStation 5, Xbox Series X/S                        |